# Victor Halberstadt
Pour les articles homonymes, voir Halberstadt (homonymie).
Victor Halberstadt, né le 16 juin 1939 à Amsterdam et mort le 13 septembre 2024, est un économiste néerlandais.

## Biographie
De 1965 à 1974, Victor Halberstadt a été maître de conférences en Finance Publique à l'Université d'Amsterdam. De 1971 à 1973, il était conseiller auprès de la Direction Générale du Budget Nationale du Ministère des Finances néerlandais. Le 9 septembre 1974, il fut nommé professeur de finance publique à l'Université de Leyde. En octobre 1981, l'économiste Cees de Galan et lui-même furent nommés conseillers afin de remédier à la crise de 1981 sur la politique économique et financière.
Halberstadt fut membre du Conseil Économique et social (Pays-Bas) des Pays-Bas (1972–2004), Secrétaire général honoraire du Groupe Bilderberg (1980–2000), président de l'International Institute of Public Finance (1987–1990), directeur du Concertgebouw (1988–2011), président du Conseil consultatif international de Daimler-Chrysler (1995–2005).
Il est aussi membre de la Faculté du Forum économique mondial (1990-2024), membre du Conseil consultatif international de Goldman Sachs Group Inc (1991-2024), membre du conseil d'administration de De Nederlandse Opera (2003-2024), de la Lee Kuan Yew School of Public Policy (2005-2024) et de la Fondation Boekman (2009-2024), ainsi que membre du comité de pilotage du Groupe Bilderberg.
Depuis 1990, Halberstadt est chevalier de l'Ordre du Lion néerlandais.
Victor Halberstadt meurt le 13 septembre 2024, à l’âge de 85 ans.

## Distinctions
- Chevalier de l'ordre du Lion néerlandais